# Непроханий друг
«Непроханий друг» (рос. «Незваный друг») — радянський художній фільм 1980 року, знятий на кіностудії «Мосфільм». Остання роль в кіно Олега Даля.

## Сюжет
Фільм розповідає про складні взаємини двох вчених-хіміків. Віктор Свиридов прибув з провінції, де працює інженером на одному з заводів, в столичний інститут, щоб здійснити захист свого проєкту, пов'язаного з актуальною науковою проблемою. Однак без підтримки давнього друга Олексія Грекова у нього немає шансів: більшість членів вченої ради налаштована проти його проєкту і нього самого. Але і Греков змушений вибирати між науковою кар'єрою своєї дружини та зобов'язаннями перед другом.

## У ролях
- Олег Даль —  Віктор Свиридов, вчений-хімік
- Ірина Алфьорова —  Кіра
- Олег Табаков —  Олексій Греков, вчений-хімік, друг Віктора
- Наталія Белохвостикова —  Ніна, дружина Олексія
- Всеволод Ларіонов —  Бодров, вчений-хімік, професор
- Анатолій Ромашин —  Юрій Первак, вчений-хімік
- Алефтіна Євдокимова —  Людмила, дружина Первака
- Всеволод Санаєв —  Володимир Абдулайович Шлепянов
- Іван Рижов —  Петро Кузьмич Пєтухов, сусід Віктора по готельному номеру
- Катерина Васильєва —  Віра, лаборантка
- Олена Майорова —  лаборантка
- Сергій Газаров —  завідувач лабораторією
- Володимир Ширяєв —  гість у Грекових
- Юрій Катін-Ярцев —  професор Веденеєв
- Юрій Саг'янц —  сусід Віктора по готельному номеру
- Наталя Гундарева —  Анна, колишня дружина Віктора
- Ярослав Лісоволик — Саша, син Віктора і Анни

## Знімальна група
- Режисер:  Леонід Марягин
- Автори сценарію:  Дмитро Василіу, Леонід Марягин
- Оператор: Юрій Авдеєв
- Художник-постановник:  Фелікс Ясюкевич
- Композитор:  Ян Френкель